# Chetouane
Chetouane là một đô thị thuộc tỉnh Tlemcen, Algérie. Dân số thời điểm năm 2002 là 35.116 người.